# Glinus herniarioides
Glinus herniarioides är en kransörtsväxtart som först beskrevs av François Gagnepain, och fick sitt nu gällande namn av Tardieu. Glinus herniarioides ingår i släktet Glinus och familjen kransörtsväxter. Inga underarter finns listade i Catalogue of Life.